# Zákamenné
Zákamenné es un municipio del distrito de Námestovo en la región de Žilina, Eslovaquia, con una población estimada a final del año 2024 de 5694 habitantes.
Se encuentra ubicado al norte de la región, cerca del curso alto del río Váh (cuenca hidrográfica del Danubio), de los montes Tatras y de la frontera con Polonia.

## Demografía
| Año        | 1994 | 2004     | 2014    | 2024    |
| ---------- | ---- | -------- | ------- | ------- |
| Población  | 4456 | 4962     | 5355    | 5694    |
| Diferencia |      | +11,35 % | +7,92 % | +6,33 % |

| Año        | 2023 | 2024    |
| ---------- | ---- | ------- |
| Población  | 5687 | 5694    |
| Diferencia |      | +0,12 % |